# Mija Jarc
Mija Jarc, slovenska kostumografka * 28. april 1911, Ljubljana, † 6. marec 1989, Ljubljana
Jarčeva se je šolala na ženski obrtni šoli v Ljubljani in se specializirala na višji strokovni šoli v Brnu in Pragi. Od leta 1946 do 1963 je bila zaposlena pri SNG Drami in Operi SNG v Ljubljani, občasno pa sodelovala pri vseh slovenskih in številnih srednjeevropskih gledališčih. Mija Jarc je pionirka slovensko strokovno utemeljene kostumografije. Z ustvarjalno domišljijo in s čutom za izrazne možnosti materialov in barv je kostum oblikovala kot vidno notranje sporočilo osebnosti in hkrati kot izraz časa. 